# یوباورو
یوباورو (به انگلیسی: Ubauro) یک منطقهٔ مسکونی در پاکستان است که در ایالت سند واقع شده‌است.

## خصوصیات
یوباورو ۶۴ متر بالاتر از سطح دریا واقع شده‌است.